# Tekken X Street Fighter
 Tekken X Street Fighter (вимовляється як Tekken «cross» Street Fighter) — відеогра в жанрі файтинг, розробляється компанією Namco. Ця гра вперше об'єднає всесвіти Tekken і Street Fighter у спільній грі.

## Розробка
Tekken X Street Fighter була оголошена 24 липня 2010 в 2010 Сан-Дієго Comic-Con разом з Street Fighter X Tekken. Геймплей Tekken X Street Fighter зроблений на манер серії Tekken, в основному на основі п'ятої та шостої частин. Гра вийде в 2011 році на Xbox 360 і PlayStation 3 платформах .
Геймплей у версії Namco також на стадії раннього розвитку. У релізі на 2010 Сан-Дієго Comic-Con, не було ні відео ні зображень . Кацухіро Харада розкрив деякі подробиці на, на GamesCom 2010, також продемонструвавши моделі Рю та Пола Фенікса. Але при цьому Харада заявив що досі не створені деякі персонажі і не написаний сюжет . За його словами, ця версія кросовера вийде тільки після версії Capcom.

## Див. Також
- Namco × Capcom — JRPG кросовер, перший кросовер за участю всесвіту Tekken.
- Street Fighter X Tekken